# Agustín Viana Ache
Agustín Viana Ache (Chicago, 23 d'agost de 1983) és un futbolista professional uruguaià d'origen estatunidenc. El seu club actual és el Gallipoli Calcio de la lliga italiana.

## Trajectòria
Viana va passar a formar part de l'Atlético Mineiro el gener del 2008. Viana va jugar per al club en la Copa brasilera de futbol del 2008 i el Campionat mineiro.
El 2009 va ser transferit al FC CFR 1907 Cluj.